# Episodi di Bitten (prima stagione)
La prima stagione della serie televisiva Bitten è stata trasmessa in prima visione assoluta in Canada dall'11 gennaio al 5 aprile 2014 su Space.
In lingua italiana la stagione è stata resa disponibile sulla piattaforma di trasmissione televisiva online TIMvision da inizio settembre 2015. La trasmissione televisiva è invece inedita.
| nº | Titolo originale | Titolo italiano | Prima TV Canada  | Pubblicazione Italia |
| -- | ---------------- | --------------- | ---------------- | -------------------- |
| 1  | Summons          | Convocazione    | 11 gennaio 2014  | Settembre 2015       |
| 2  | Prodigal         | Prodigo         | 18 gennaio 2014  | Settembre 2015       |
| 3  | Trespass         | Trasgressione   | 25 gennaio 2014  | Settembre 2015       |
| 4  | Grief            | Dolore          | 1º febbraio 2014 | Settembre 2015       |
| 5  | Bitten           | Morsi           | 8 febbraio 2014  | Settembre 2015       |
| 6  | Committed        | Impegnati       | 15 febbraio 2014 | Settembre 2015       |
| 7  | Stalking         | Stalking        | 22 febbraio 2014 | Settembre 2015       |
| 8  | Prisoner         | Prigioniero     | 1º marzo 2014    | Settembre 2015       |
| 9  | Vengeance        | Vendetta        | 8 marzo 2014     | Settembre 2015       |
| 10 | Descent          | Discesa         | 15 marzo 2014    | Settembre 2015       |
| 11 | Settling         | Assestamento    | 22 marzo 2014    | Settembre 2015       |
| 12 | Caged            | In gabbia       | 29 marzo 2014    | Settembre 2015       |
| 13 | Ready            | Pronti          | 5 aprile 2014    | Settembre 2015       |